# Accra
Accra Ghána fővárosa és egyben legnépesebb városa, mely az ország déli részén, az Atlanti-óceán partján fekszik. Az ország gazdasági, kommunikációs és adminisztratív központja. A város 1877 óta Ghána fővárosa; nevének jelentése „hangyaboly”.

## Éghajlata
Bár az Egyenlítőhöz igen közel fekszik, mégis aránylag száraz, szavanna éghajlata van. A part közelében ugyanis hideg tengervíz tör a mélyből a felszínre; ez alig mérsékeli a meleget (az évi középhőmérséklet 27 °C), viszont akadályozza a felszálló légmozgást és a csapadékképződést. Hosszú, aszályos időszakok nincsenek, s az évi csapadék (átlagosan 730 mm) fele áprilistól júniusig hull le.
| Hónap                         | Jan. | Feb. | Már. | Ápr. | Máj. | Jún. | Júl. | Aug. | Szep. | Okt. | Nov. | Dec. | Év   |
| ----------------------------- | ---- | ---- | ---- | ---- | ---- | ---- | ---- | ---- | ----- | ---- | ---- | ---- | ---- |
| Rekord max. hőmérséklet (°C)  | 34,0 | 38,0 | 38,0 | 34,0 | 35,0 | 33,0 | 32,0 | 32,0 | 32,0  | 32,0 | 33,0 | 34,0 | 38,0 |
| Átlagos max. hőmérséklet (°C) | 31,0 | 31,0 | 31,0 | 31,0 | 31,0 | 29,0 | 27,0 | 27,0 | 27,0  | 29,0 | 31,0 | 31,0 | 29,7 |
| Átlagos min. hőmérséklet (°C) | 23,0 | 24,0 | 24,0 | 24,0 | 24,0 | 23,0 | 23,0 | 22,0 | 23,0  | 23,0 | 24,0 | 24,0 | 23,4 |
| Rekord min. hőmérséklet (°C)  | 15,0 | 17,0 | 20,0 | 19,0 | 21,0 | 20,0 | 19,0 | 18,0 | 20,0  | 19,0 | 21,0 | 17,0 | 15,0 |
| Átl. csapadékmennyiség (mm)   | 15   | 33   | 56   | 81   | 142  | 178  | 46   | 15   | 36    | 64   | 36   | 23   | 725  |

## Története
A város helyén az első települést, a Korle-lagúna partján egy kis halászfalut a 15. században alapították a helyi ga népcsoport tagjai. A portugálok 1471-ben jelentek meg, őket azonban elűzték 1637-ben a hollandok, akiket a rabszolga-kereskedelemből származó profit vonzott ide. A 17. században a hollandoknak jelentős konkurenciát jelentettek az angol, a dán, svéd és a francia rabszolga-kereskedők. A hely jelentőségét mutatja, hogy 1650 és 1680 között a szomszédságban lévő Aranyparton három erőd is épült. Christiansborg (Osu) néven a dánok emeltek egy várkastélyt, ami ma az államfő rezidenciája. A hollandok Crévecour (Ussher Fort), az angolok James Fort néven építettek erődítményt, amelyek ma börtönként működnek. Accra a térség kereskedelmi központja lett.
1877-ben, a második angol-asante háború végén Accra a brit gyarmat, az Aranypart fővárosa lett. Egy vasútvonal megépülése után (Kumasi felé) a térség gazdasági és kereskedelmi központja lett. 1862-ben és 1939-ben földrengések rázták meg a várost, de Accra tovább fejlődött. Innen indult ki a ghánai függetlenségi mozgalom is az 1950-es években a brit uralom ellen. Napjainkban Accra Afrika egyik leggazdagabb és legmodernebb városa.

## Közművelődés

### Oktatás
A városban számos oktatási intézmény működik, közülük 10 főiskola illetve egyetem.

## Infrastruktúra

### Gazdaság
A város nyugati részén tömörülnek a feldolgozó ipari üzemek, melyek főként fogyasztási cikkeket (bútort, szövetet, gyógyszert stb.) állítanak elő. Említést érdemel a trópusi keményfák feldolgozása, valamint a hal- és gyümölcskonzervgyártás is.

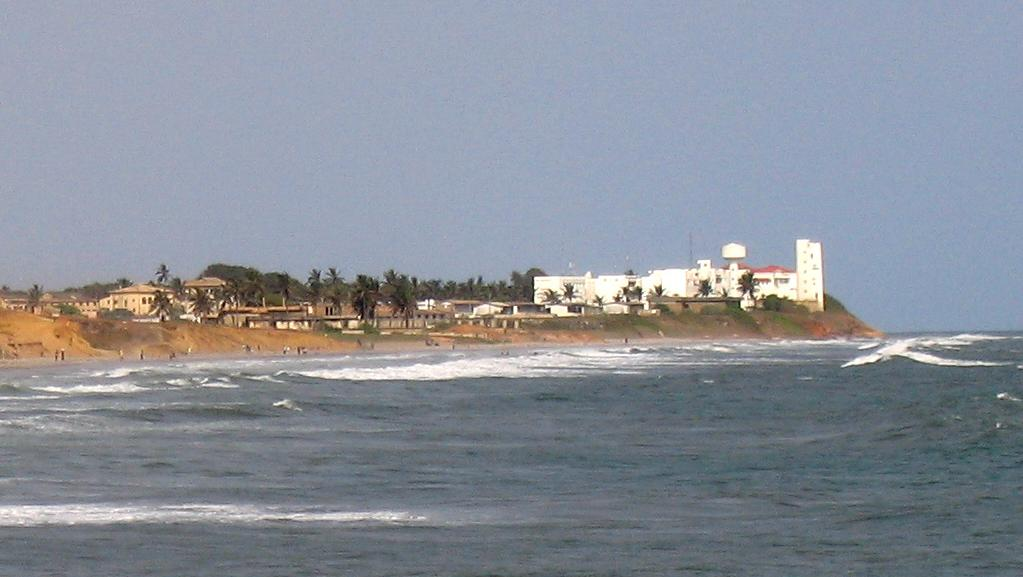
Christiansborg erőd Osu városrészben, a kormány székhelye

### Városrészek

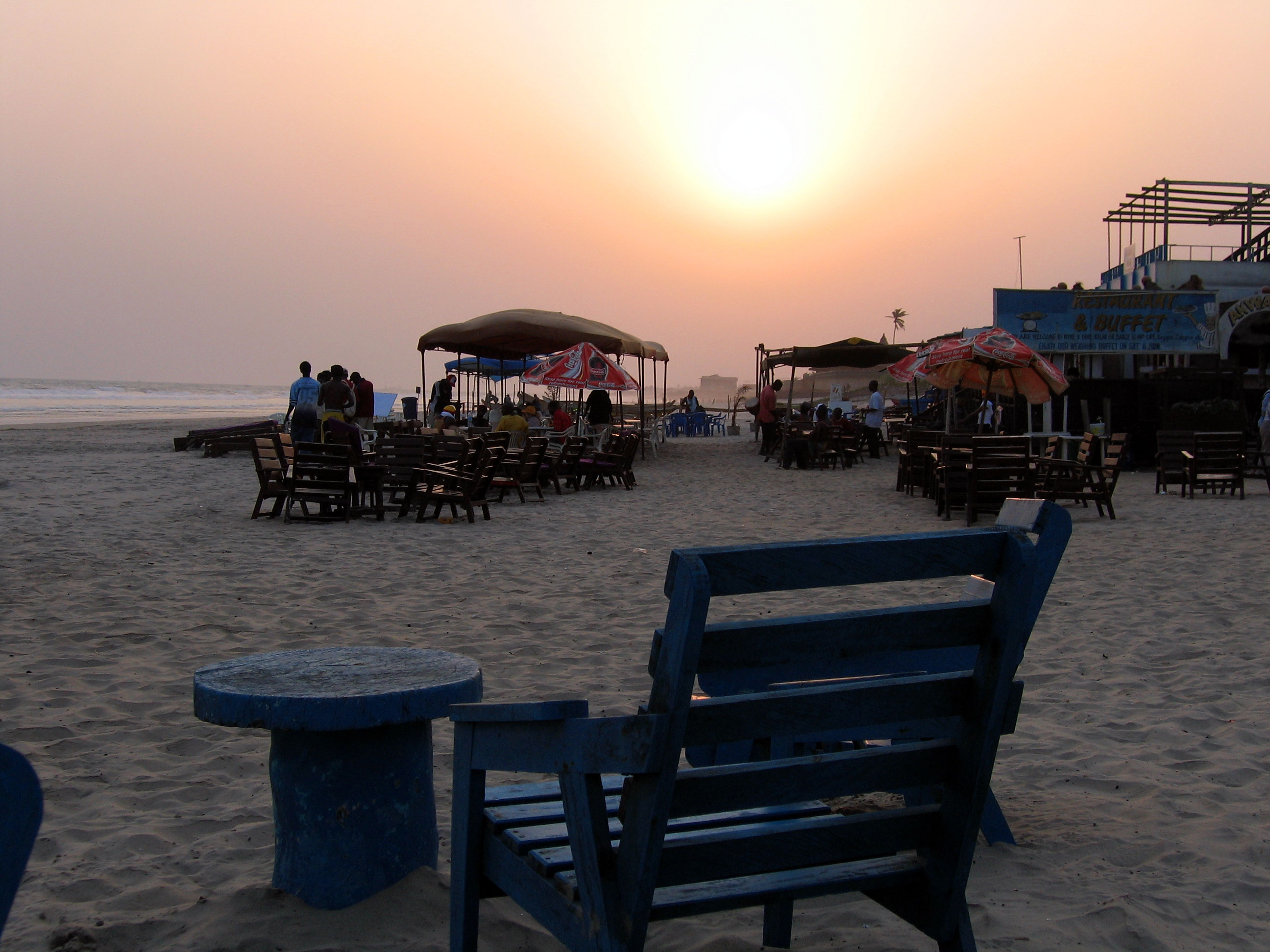
Napnyugta a Labadi tengerparton

- Korle Gonno
- Jamestown
- Korle Lagoon
- Kaneshie
- Central Accra
- CBD
- The Ridge
- Nima
- Osu
- Adabraka
- Accra New Town
- Cantonments
- Labadi

### Közlekedés
Accra Ghána közlekedési csomópontja. Több fontos vasút- és közútvonal találkozik itt. Vasúti összeköttetése Kumasival, Sekondi-Takoradival és Temával van. Accra gazdaságában is fontos szerepet játszik a 25 km-rel keletebbre fekvő Tema jól kiépített mélyvízű kikötője. Itt található Ghána legnagyobb nemzetközi repülőtere, a Kotoka nemzetközi repülőtér.
A városi közlekedést a részben magántulajdonban lévő mini-busz társaságok, valamint taxik és buszok biztosítják.

## Látnivalók
- Parlament
- Legfelső Bíróság
- Főposta
- Accrai Központi Könyvtár

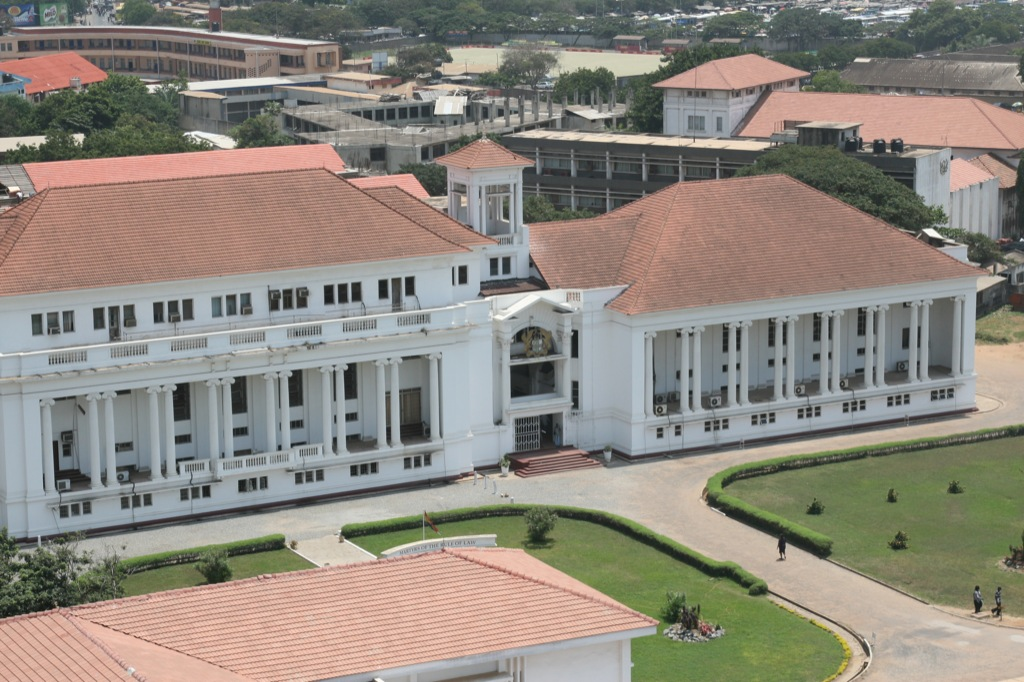
Legfelső Bíróság

- Az ismeretlen katona és a nemzeti függetlenség emlékműve a Fekete Csillag téren
- Stadion
- Lóversenypálya
- Makola-piac
- Ghánai Nemzeti Múzeum
- Nemzeti Levéltár

## Testvértelepülések
- USA, Chicago (1989-től)
- Benin, Porto Novo

## Képgaléria

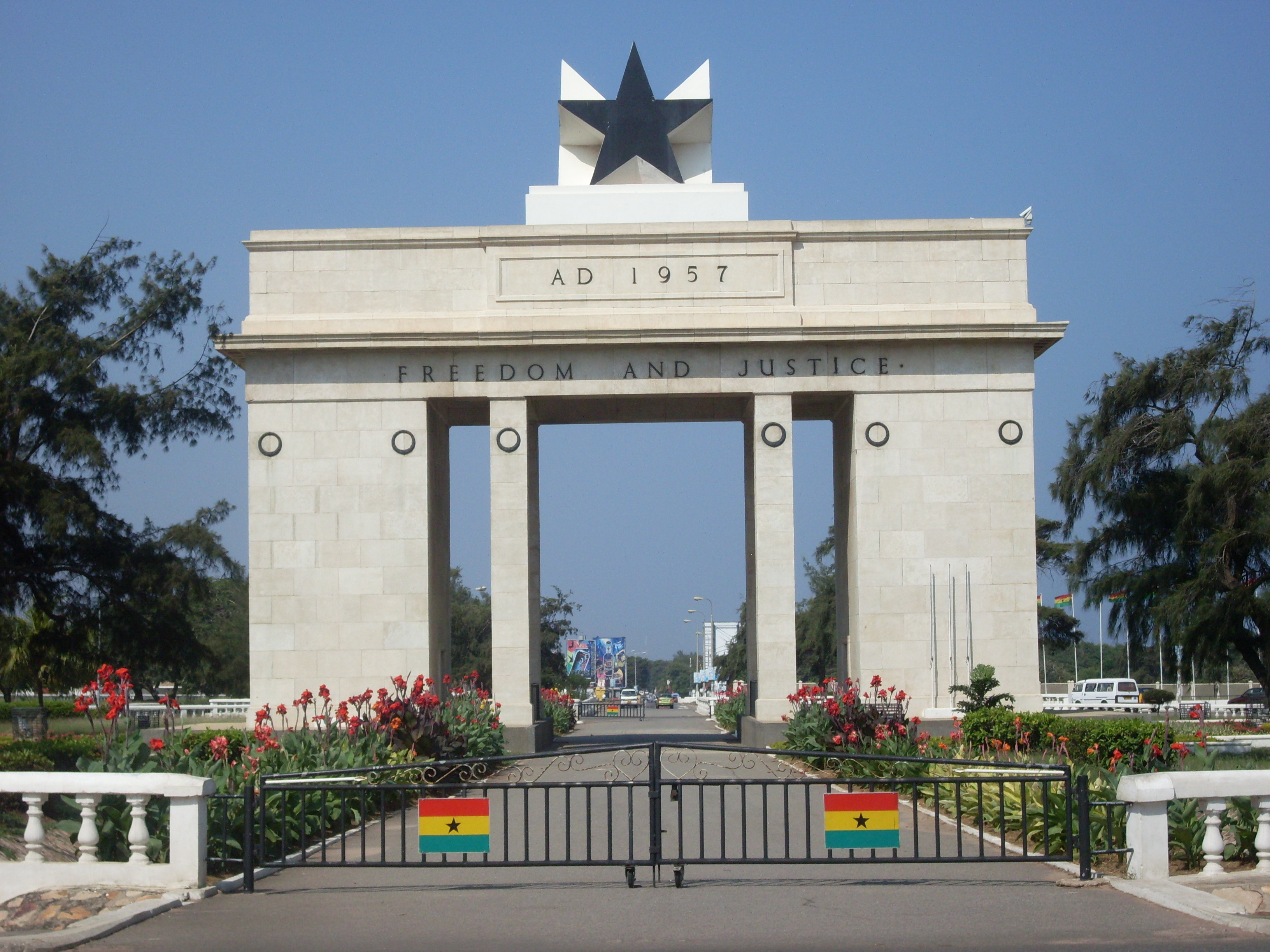
Függetlenségi Diadalív
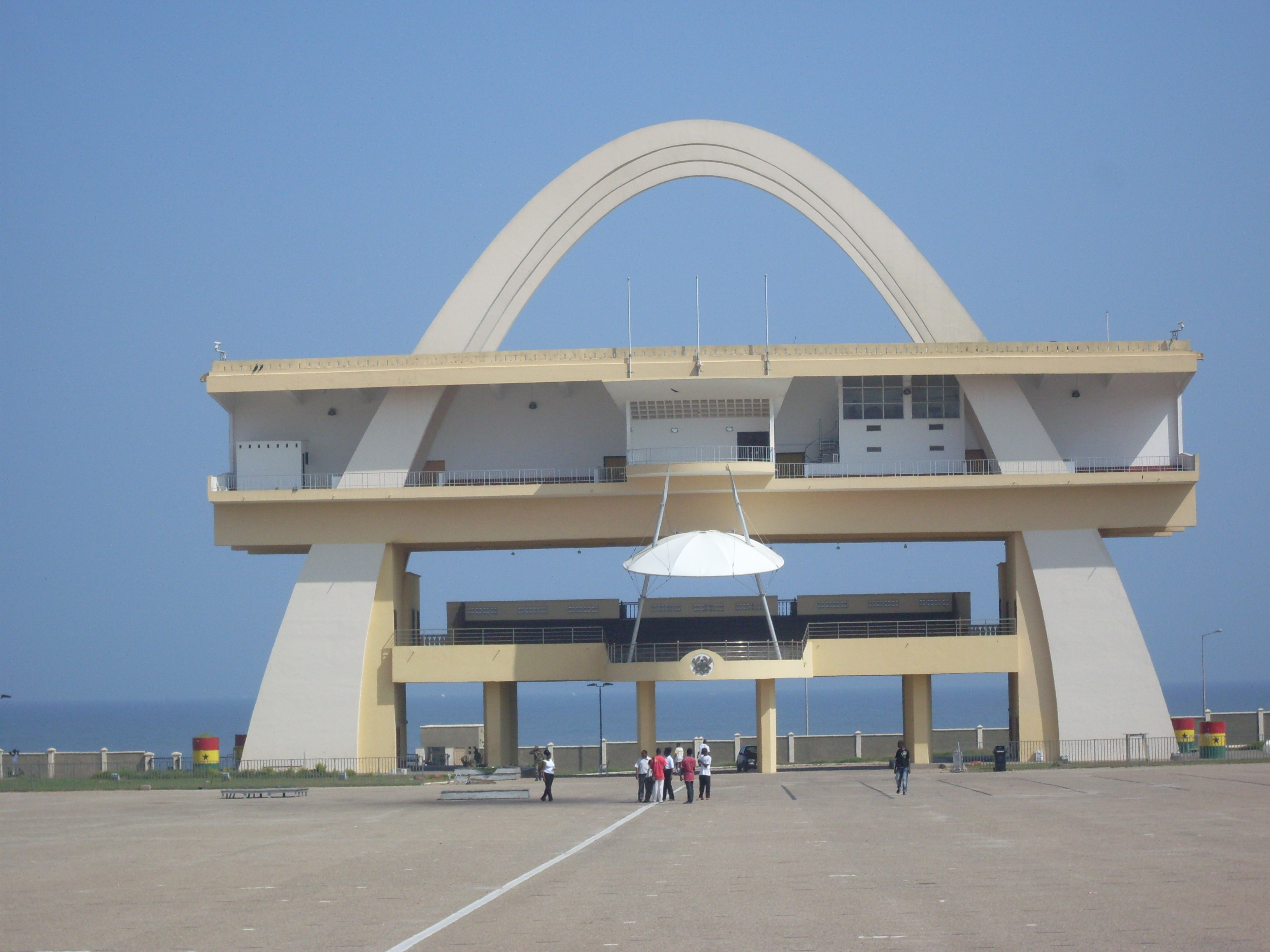
Függetlenség tér
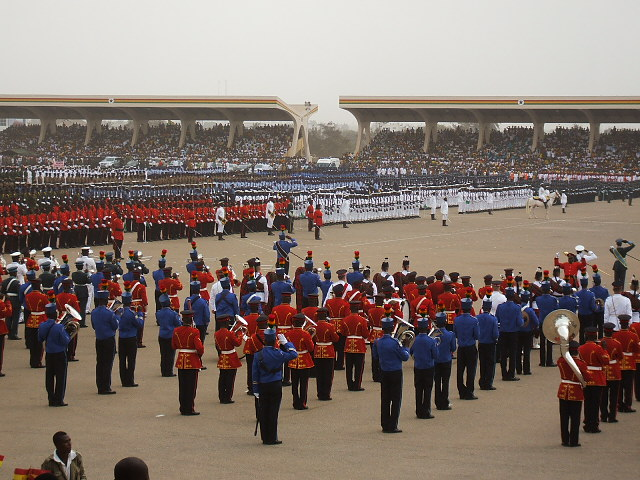
Ghana 50-ik függetlenségi évfordulójának ünneplése a Függetlenség téren 2007-ben
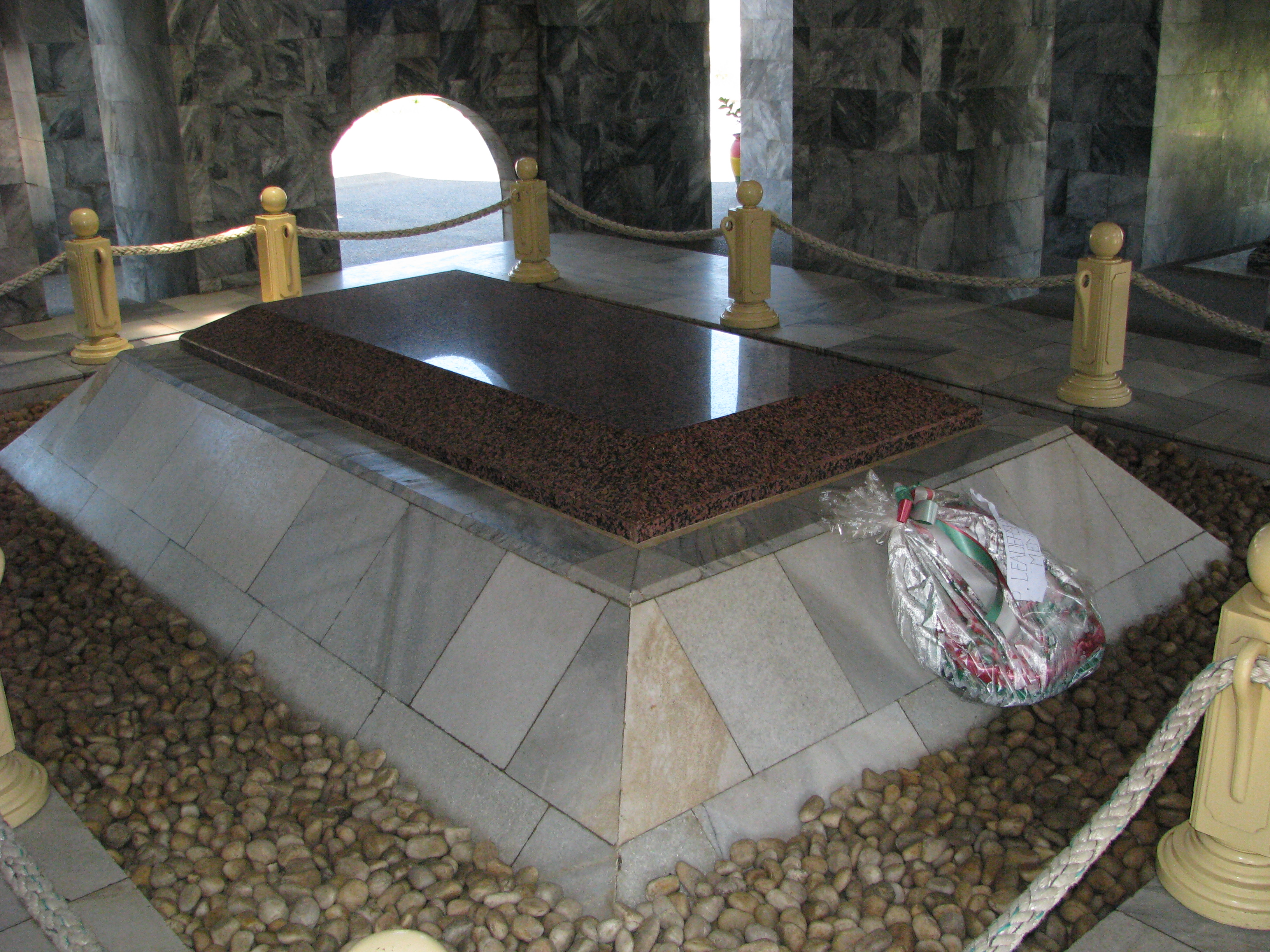
Kwame Nkrumah sírja a mauzóleumban
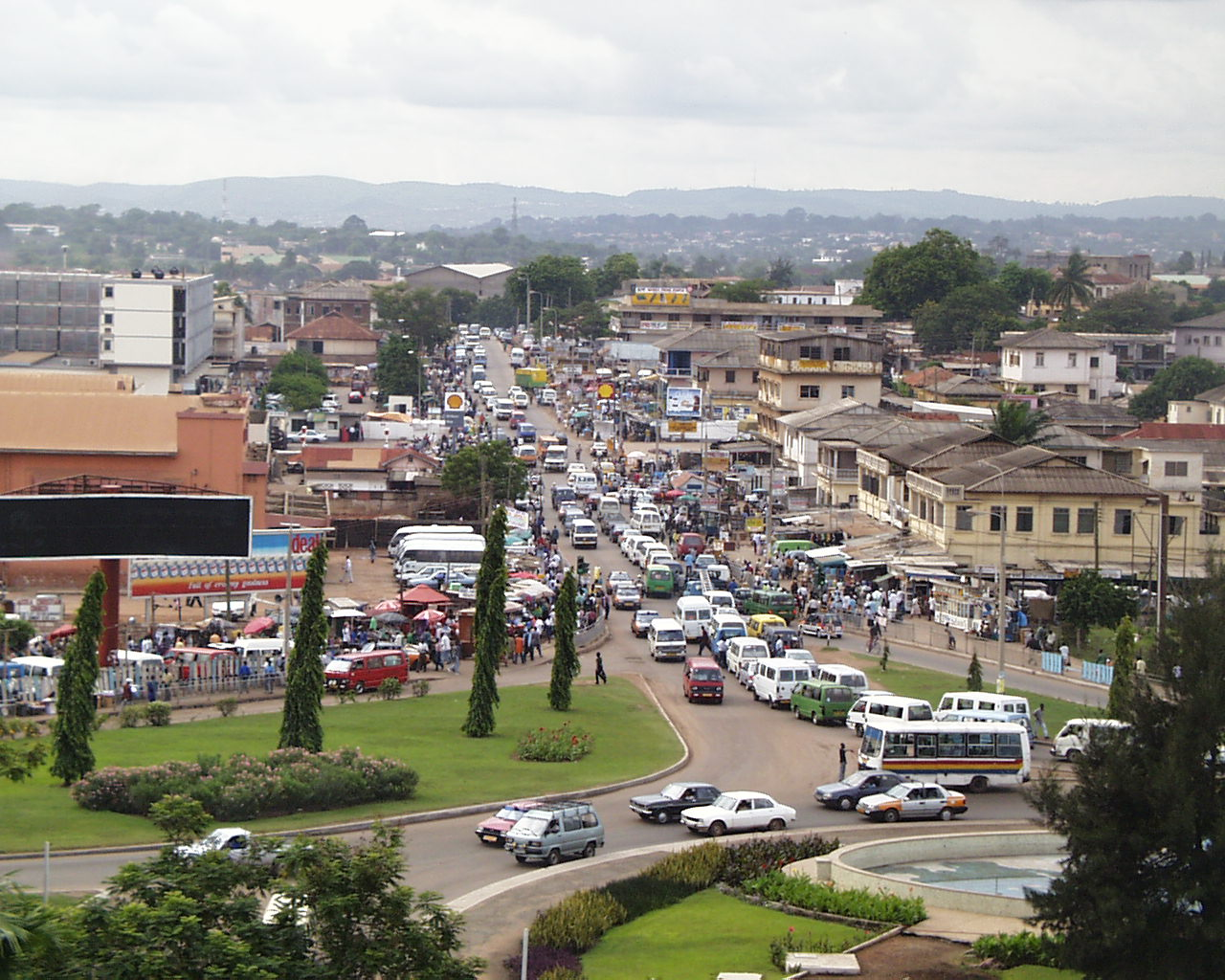
Accrai forgalom
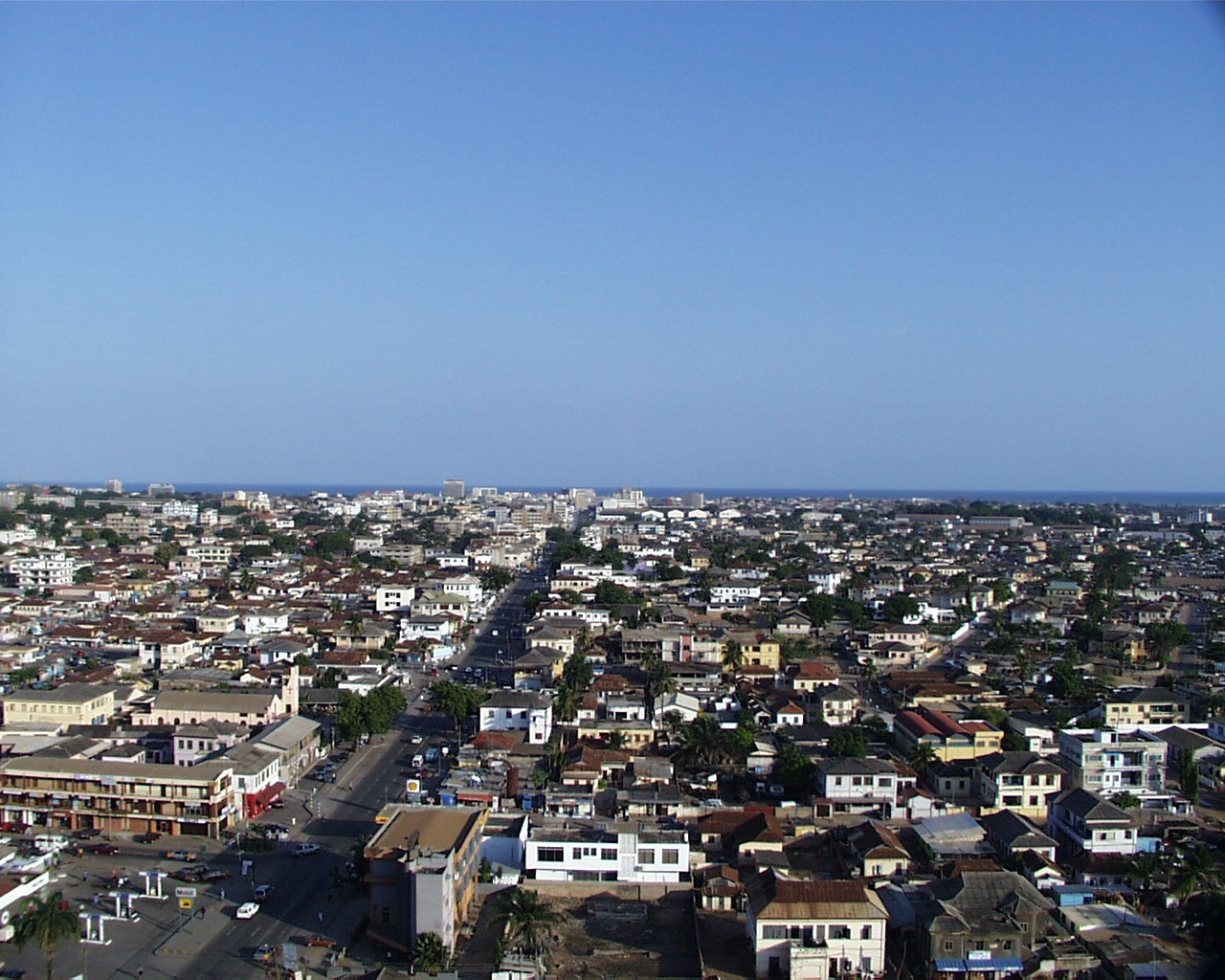
Accrai látkép
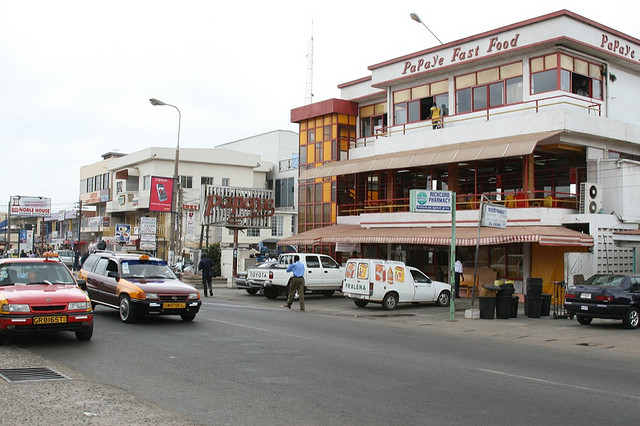
Utcakép
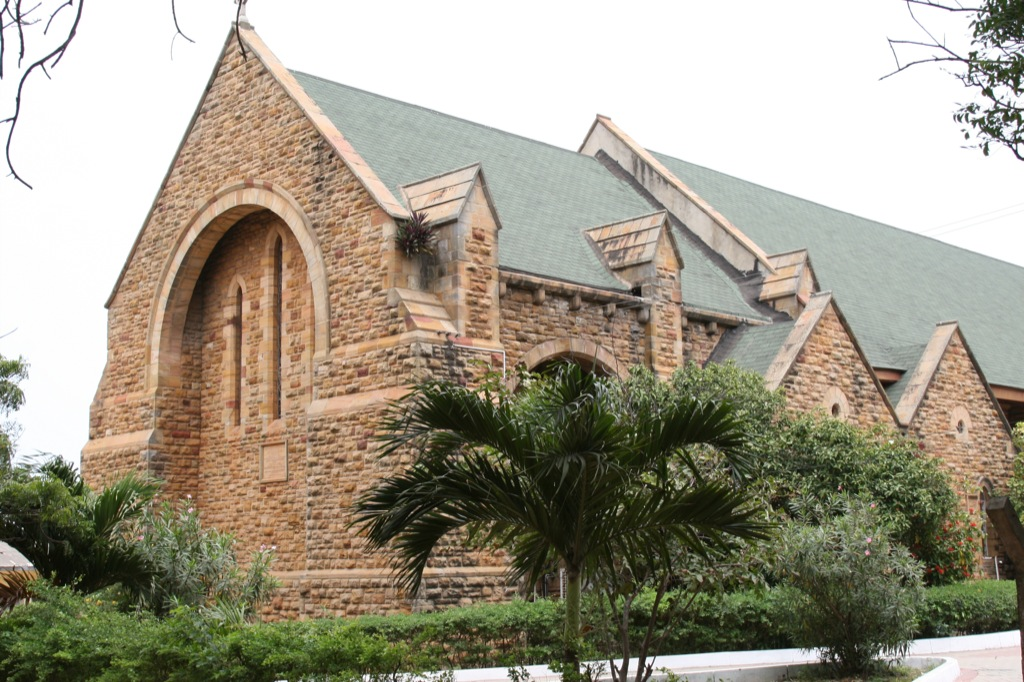
Anglikán Szentháromság Katedrális
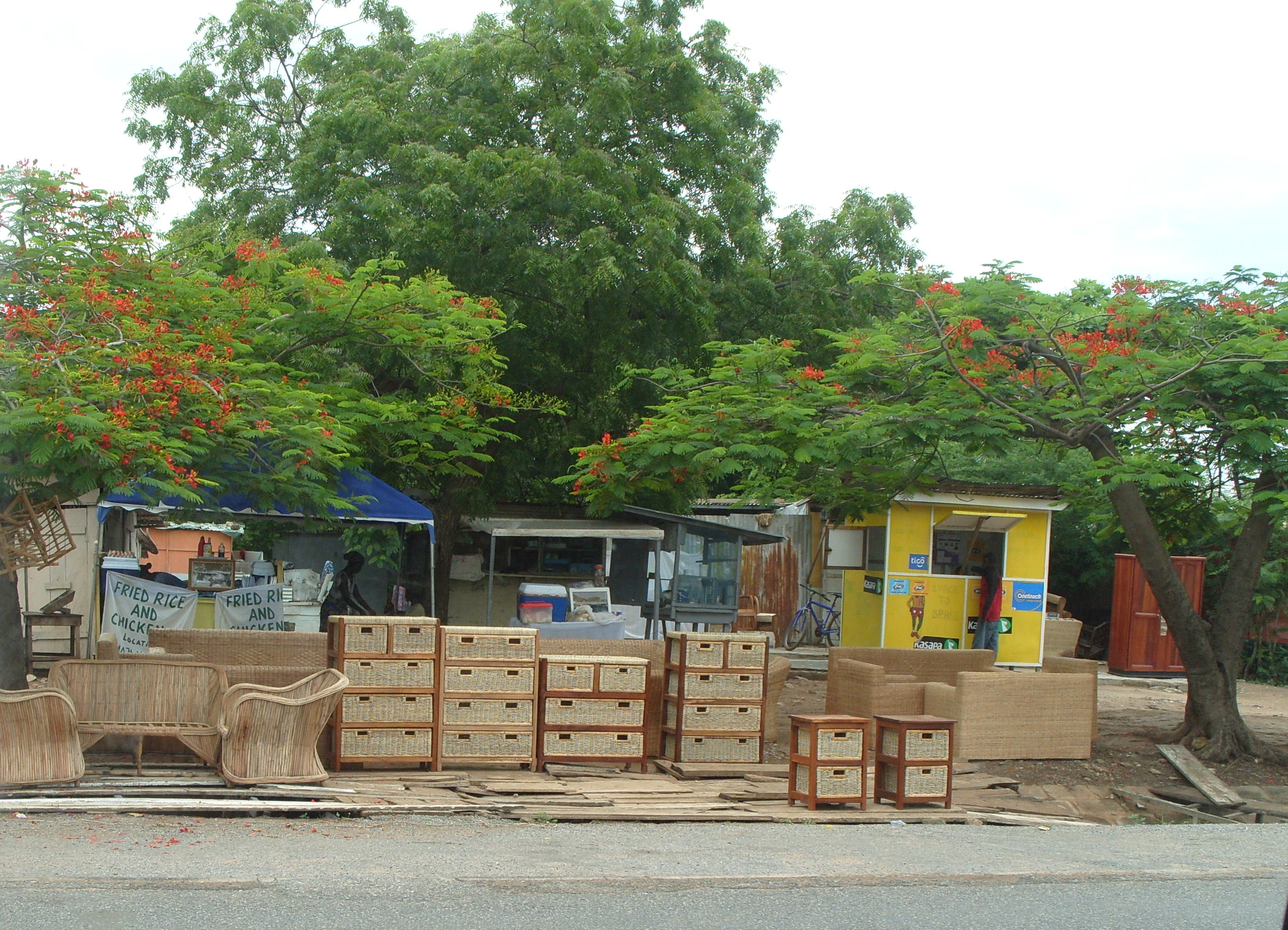
Utcai nádbútor árus
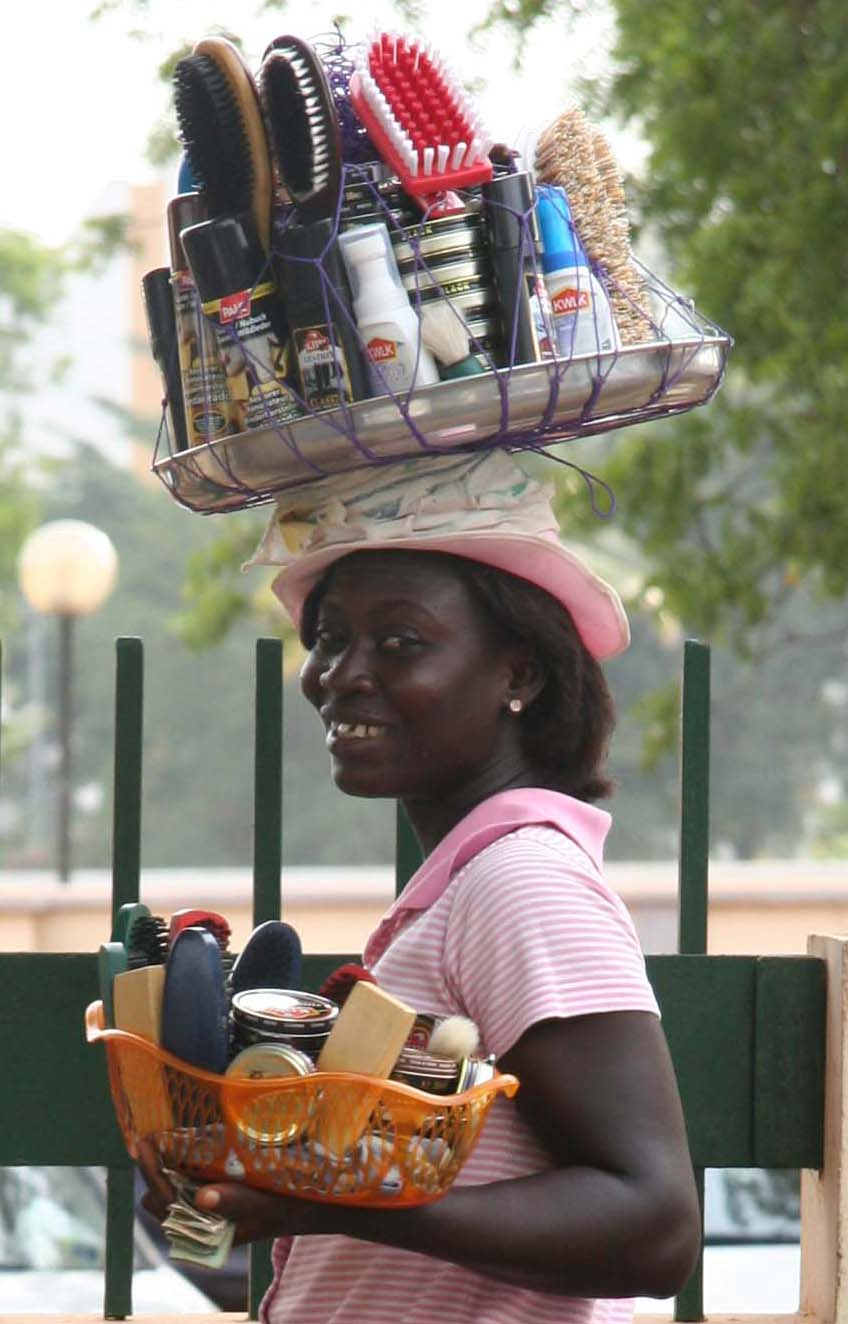
Utcai árus
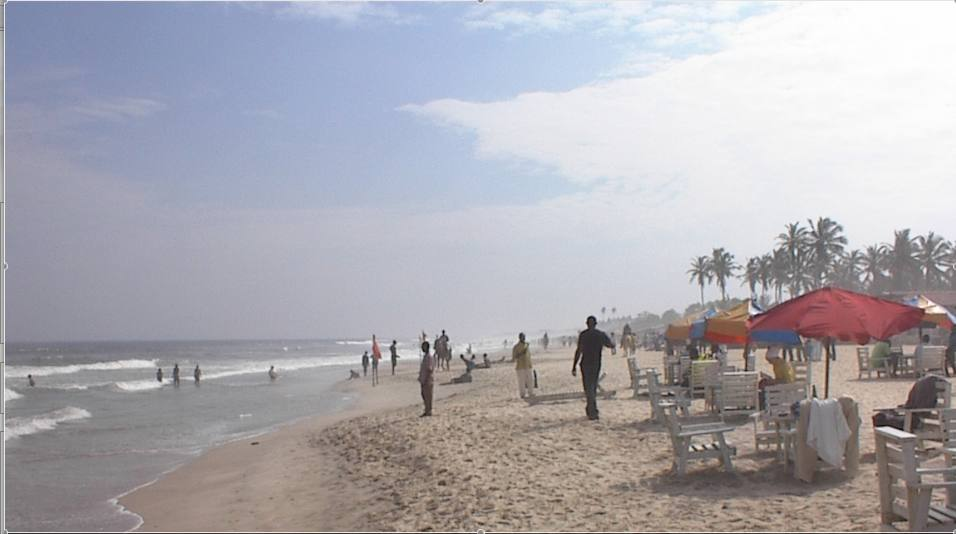
Óceánpart a város mellett

## Fordítás
Ez a szócikk részben vagy egészben  az   Accra című angol Wikipédia-szócikk fordításán alapul.  Az eredeti cikk szerkesztőit annak laptörténete sorolja fel. Ez a jelzés csupán a megfogalmazás eredetét és a szerzői jogokat jelzi, nem szolgál a cikkben szereplő információk forrásmegjelöléseként.